# Очирбатын Дашбалбар
Очирбатын Дашбалбар (монг. Очирбатын Дашбалбар; 10 февраля 1957, сомон Наран аймак Сухэ-Батор — 16 октября 1999, Улан-Батор, Монголия) — монгольский поэт, журналист, общественный и государственный деятель. Член Союза писателей Монголии (с 1985).

## Биография
Выпускник Омского сельскохозяйственного техникума и Литературного института имени А. М. Горького в Москве.
Работал сотрудником монгольской газеты «Литература и искусство».
Один из основателей, с 1990 года — председатель Союза писателей Монголии.
Избирался членом Великого народного хурала (1996—1999), который одобрил новую конституцию Монголии. Видный общественный, культурный, религиозный и политический деятель, посвятивший жизнь защите, распространению и восстановлению буддизма и культурного наследия Монголии, а также Экологии и основных интересов монгольского народа.

## Творчество
Его стихи отличались буддийским колоритом. Среди наиболее известных произведений — стихи «Любите друг друга пока живы» (Амьдадаа бие биеэ хайрла), «Пророк эонов и калп» (Галав эриний зѳнч) и «Занабазар», ставшие рок-песнями.

## Избранные произведения
- Амьддаа бие биеэ хайрла хүмүүсээ
- Тэнгэр шиг бай
- Залуус дүү нартаа хүргэх шүлэг
- Эх орон